# Dolovi, Nikšić
Dolovi este un sat din comuna Nikšić, Muntenegru. Conform datelor de la recensământul din 2003, localitatea are 14 locuitori (la recensământul din 1991 erau 19 locuitori).

## Demografie
În satul Dolovi locuiesc 12 persoane adulte, iar vârsta medie a populației este de 42,8 de ani (45,3 la bărbați și 41,4 la femei). În localitate sunt 5 gospodării, iar numărul mediu de membri în gospodărie este de 2,80.
|  |

| Demografie | Demografie | Demografie |
| An         | Locuitori  | Locuitori  |
| ---------- | ---------- | ---------- |
|            |            |            |
|            |            |            |
|            |            |            |
|            |            |            |
| 1948       | 80         |            |
| 1953       | 93         |            |
| 1961       | 84         |            |
| 1971       | 44         |            |
| 1981       | 22         |            |
| 1991       | 19         | 19         |
| 2003       | 14         | 14         |

| \| Componența etnică conform recensământului din 2003[2] \| Componența etnică conform recensământului din 2003[2] \| Componența etnică conform recensământului din 2003[2] \| Componența etnică conform recensământului din 2003[2] \| Componența etnică conform recensământului din 2003[2] \| \| ----------------------------------------------------- \| ----------------------------------------------------- \| ----------------------------------------------------- \| ----------------------------------------------------- \| ----------------------------------------------------- \| \| \| \| \| \| \| \| Muntenegreni \| Muntenegreni \| \| 11 \| 78,57% \| \| Sârbi \| Sârbi \| \| 3 \| 21,42% \| \| necunoscută \| necunoscută \| \| 0 \| 0% \| |              |  |    |        |
| Componența etnică conform recensământului din 2003 |              |  |    |        |
| |              |  |    |        |
| Muntenegreni | Muntenegreni |  | 11 | 78,57% |
| Sârbi | Sârbi        |  | 3  | 21,42% |
| necunoscută | necunoscută  |  | 0  | 0%     |